# 1872 en sport
Cet article présente les faits marquants de l'année 1872 en sport.

## Aviron
- 23 mars : The Boat Race entre les équipes universitaires d'Oxford et de Cambridge. Cambridge s'impose[1].
- 24 juillet : régate universitaire entre Harvard et Yale. Harvard s'impose[2].

## Baseball
- 22 octobre : les Boston Red Stockings remportent le 2e championnat des États-Unis de baseball organisé par la National Association of Professional Base Ball Players avec 39 victoires et 8 défaites[3].

## Cricket
- Le Nottinghamshire County Cricket Club est sacré champion de cricket en Angleterre[4].

## Football
- 24 février : match international non officiel entre l'Angleterre et l'Écosse à Londres, au Kennington Oval. Les Anglais s'imposent 1-0[5].
- 16 mars : 1re finale de la FA Challenge Cup. Devant 2000 spectateurs au Kennington Oval, Wanderers FC s'impose 1-0 face aux Royal Engineers AFC.
- Le corner est introduit[6] et la taille du ballon est fixée par la Fédération anglaise.
- 21 mai : fondation à Glasgow du club écossais des Rangers FC[7].
- 28 septembre : des joueurs du Wrexham Cricket Club fondent le club de football gallois de Wrexham AFC[8].
- 30 novembre : à Glasgow (Hamilton Crescent), l'Écosse et l'Angleterre se séparent sur un match nul sans but. C'est le premier match international officiel de football de l'histoire disputé devant 3 000 spectateurs[9].

## Golf
- 13 septembre : Tom Morris, Jr. remporte l'Open britannique à Prestwick[10].

## Omnisports
- Fondation prétendue du club omnisports du Havre Athletic Club[11]. La création du HAC date en réalité à 1884[12] et les « premiers statuts » datent de 1894, date de la reconnaissance du club par la préfecture[13],[14]. La combination, forme hybride entre le football et le rugby, est pratiquée par le HAC jusqu'en 1893[15]. La section rugby à XV est créée en 1894[16] et la section football voit le jour également en 1894[12] après l'abandon de la pratique de la combination.

## Rugby à XV
- 5 février : l’Angleterre bat l’Écosse à Londres[17].
- 9 mai : la première équipe allemande de rugby voit le jour au Neuenheim College - appelé maintenant Heidelberg College - à Heidelberg. En 1850, le rugby commence à attirer les étudiants. Les étudiants sous la direction du professeur Edward Hill Ullrich créent le Heidelberger Ruderklub 1872 e.V. (HRK 1872) en 1872, qui est aujourd'hui le doyen des clubs de rugby à XV allemands[18].

## Sport hippique
- Angleterre : Cremorne gagne le Derby d'Epsom[19].
- Angleterre : Casse Tête gagne le Grand National[20].
- Irlande : Trickstress gagne le Derby d'Irlande[21].
- France : Revigny gagne le Prix du Jockey Club[22].
- France : Little Agnès gagne le Prix de Diane[23].
- Australie : The Quack gagne la Melbourne Cup[24].
- États-Unis : Joe Daniels gagne la Belmont Stakes[25].

## Naissances
| - 11 janvier : Herbert Baddeley, joueur de tennis britannique. († 20 juillet 1931). - 11 janvier : Wilfred Baddeley, joueur de tennis britannique. († 24 janvier 1929). - 17 janvier : Henri Masson, fleurettiste français. († 17 janvier 1963). - 26 janvier : Arthur Blake, athlète de demi-fond américain. († 22 octobre 1944). - 3 février : Sydney Smith, joueur de tennis britannique. († 27 mars 1947). - 24 février : Gustave Sandras, gymnaste français. († 21 juin 1951). - 3 mars : Willie Keeler, joueur de baseball américain. († 1er janvier 1923). - 13 avril : John Cameron, footballeur puis entraîneur écossais. († 20 avril 1935). - 16 avril : Philippe Jousselin, cycliste sur route français. († 29 avril 1927). - 25 avril : C. B. Fry, joueur de cricket, footballeur, athlète de sauts et joueur de rugby à XV anglais. († 7 septembre 1956). - 28 avril : Carl Bonde, cavalier de dressage suédois. († 13 juin 1957). - 29 avril : William Northey, dirigeant de hockey sur glace canadien. Fondateur de la LNH. († 9 avril 1963). - 6 mai : Thomas Hicks, athlète de fond américain. († 2 décembre 1963). |  | - 10 mai : Charlie Athersmith, footballeur anglais. († 18 septembre 1910). - 14 mai : Marcel Renault, pilote de courses automobile et industriel français. († 26 mai 1903). - 21 mai : Henri Jeannin, pilote de courses automobile et industriel franco-allemand. († 4 septembre 1973). - 28 mai : Charles Gmelin, athlète de sprint britannique. († 12 octobre 1950). - 15 juillet : Jean Dargassies, cycliste sur route français. († 7 août 1965). - 26 juillet : Henri de Rothschild, pilote de courses automobile puis viticulteur, dramaturge, entrepreneur et médecin français. († 12 octobre 1947). - 7 septembre : Wilhelm Henie, cycliste sur piste et patineur de vitesse norvégien. († 10 mai 1937). - 18 septembre : Adolf Schmal, cycliste sur piste français. († 28 août 1919). - 14 octobre : Reginald Frank Doherty, joueur de tennis britannique. († 29 décembre 1910). - 16 octobre : Walter Buckmaster, joueur de polo britannique. († 30 octobre 1947). - 24 octobre : Peter O'Connor, athlète de sauts irlandais. († 9 novembre 1957). - 6 novembre : Michel Frédérick, cycliste sur route suisse. († 22 juin 1912). - 3 décembre : Maurice Larrouy, tireur français. († ?). - 9 décembre : Adolphe Grisel, athlète de sprint, de sauts et de lancers, gymnaste, haltérophile puis joueur de rugby à XV français. († 13 décembre 1942). - 30 décembre : William Larned, joueur de tennis américain. († 16 décembre 1926). - ? : Spyrídon Chazápis, nageur grec. († ?). - ? : Yeóryios Tsítas, lutteur grec. († ? 1940). - ? : Jack Wood, footballeur et arbitre anglais. († ? 1921). |

## Décès
- 24 janvier : William Webb Ellis, 65 ans, inventeur du rugby moderne britannique. (° 24 novembre 1806).